# Liste der Biografien/Martz
Liste der Biografien |
Portal Biografien |
Personensuche
# |
A |
B |
C |
D |
E |
F |
G |
H |
I |
J |
K |
L |
M |
N |
O |
P |
Q |
R |
S |
T |
U |
V |
W |
X |
Y |
Z |
?
 
Ma |
Mb |
Mc |
Md |
Me |
Mf |
Mg |
Mh |
Mi |
Mj |
Mk |
Ml |
Mm |
Mn |
Mo |
Mp |
Mq |
Mr |
Ms |
Mt |
Mu |
Mv |
Mw |
Mx |
My |
Mz
 
Maa |
Mab |
Mac |
Mad |
Mae |
Maf |
Mag |
Mah |
Mai |
Maj |
Mak |
Mal |
Mam |
Man |
Mao |
Map |
Maq |
Mar |
Mas |
Mat |
Mau |
Mav |
Maw |
Max |
May |
Maz
 
Mara |
Marb |
Marc |
Mard |
Mare |
Marf |
Marg |
Marh |
Mari |
Marj |
Mark |
Marl |
Marm |
Marn |
Maro |
Marp |
Marq |
Marr |
Mars |
Mart |
Maru |
Marv |
Marw |
Marx |
Mary |
Marz
 
Marta |
Marte |
Marth |
Marti |
Martj |
Martl |
Martm |
Martn |
Marto |
Martr |
Marts |
Martt |
Martu |
Martw |
Marty |
Martz
Die Liste der Biografien führt alle Personen auf, die in der deutschsprachigen Wikipedia einen Artikel haben. Dieses ist eine Teilliste mit 13 Einträgen von Personen, deren Namen mit den Buchstaben „Martz“ beginnt.

## Martz
- Martz, Christian Gottlieb (1775–1843), württembergischer Verwaltungsbeamter
- Martz, Ernst (1879–1959), Schweizer Chemiker und Unternehmer
- Martz, Franz Xaver (* 1879), Landtagsabgeordneter
- Martz, Georg (1923–2007), Schweizer Mediziner
- Martz, Hans (1888–1954), Schweizer Arzt
- Martz, Hendrik (* 1968), deutscher Schauspieler
- Martz, Josephine (* 2000), deutsche Schauspielerin, Synchronsprecherin und Model
- Martz, Judy (1943–2017), US-amerikanische Eisschnellläuferin und Politikerin (Republikanische Partei)
- Martz, Nathan (* 1981), kanadischer Eishockeyspieler
- Martz, William Edward (1945–1983), US-amerikanischer Schachspieler

### Martzl
- Martzloff, Jean-Claude (1943–2018), französischer Mathematikhistoriker und Sinologe
- Martzloff, Philipp (1880–1962), deutscher Politiker (SPD)

### Martzy
- Martzy, Johanna (1924–1979), ungarische klassische Geigerin